# Lilla Byrevatten
Lilla Byrevatten är en sjö i Lilla Edets kommun i Bohuslän och ingår i Göta älv-Bäveåns kustområde. Sjöns area är 0,006 kvadratkilometer och den är belägen 144 meter över havet.